# 着うた
着うた（ちゃくうた、Ringtunes）は、音楽配信サービスの一つ。また、本項では便宜上、着うたの短縮版サービスにあたる着うたミニ（ちゃくうたミニ）についても記述する。

## 概要
自分の好きな楽曲を、30秒程度の長さにして、携帯電話の着信音として設定できる。主に日本において高機能携帯電話（フィーチャーフォン、いわゆる「ガラケー」）用のサービスとして普及した。世界展開もなされていたがほとんど普及せず、またスマートフォン時代にはそもそも着信音にこだわる文化自体が消滅したため、ほぼ日本のガラケー時代の特徴的な文化となった。
「着うた」は、株式会社ソニー・ミュージックエンタテインメント (SME) の登録商標（第4743044号ほか）であり、元の楽曲の原盤権を保有するソニーやエイベックスなど大手レコード会社が共同で出資するレーベルモバイル社が「着うた」の送信可能化権を独占し、各「着うた」配信サイトに供給した。楽曲は3GPPやAMCなど、各携帯電話事業者固有のフォーマットで符号化されており、「着うた」の自作は不可能ではないものの難解であった。
レーベルモバイル社の運営する「レコード会社直営♪」（レコチョク）が「着うた」配信サイトの最大手で、2006年から2009年にかけて開催された「レコチョク新人杯」はアーティストの登竜門として機能し、2010年に開催された「レコチョクオーディション」は参加者が1万人を超え、「着うた」のフォーマットを使ってソニーの新人発掘の場として機能した。2007年にはGReeeeNの『愛唄』が「レコチョク」サイトで（「着うたフル」「着ムービー」「呼出音」合わせて）400万ダウンロードを突破するなど、商業的な面でも音楽業界の新しい形態として注目を集めた。
しかし、スマートフォンの上陸に伴い事態は一転する。「着うた」は不正ダウンロードを防止するため、強力な著作権管理機構（DRM）が搭載されており、基本的に楽曲を購入した端末でしか楽曲を聞くことができなかった。さらに2011年当時のレコチョクに出資していたソニーは、携帯音楽端末市場や携帯電話市場においてApple社と競合していたため、ガラケーからスマホへの移行期に、「着うた」のエコシステムにおいて、当時の日本のスマホ市場シェア1位であったApple社のiPhoneを排除する方針を取った。にもかかわらずiPhoneが普及したため、スマホ時代に「着うた」のユーザーを引き継げず、DRMフリーの楽曲と利便性の高いクラウドサービスのiTunesを提供するApple社に日本の音楽配信市場を奪われる結果となった。
ただ、2022年現在でもスマートフォン向けに、「着うた」の商標を用いた音楽配信サービス自体は続けられている。

## 沿革

### 初期：「着メロ」から「着うた」へ
2001年にエイベックス ネットワーク、ソニー・ミュージックエンタテインメント、ビクターエンタテインメントという大手レコード会社3社の出資によって設立されたレーベルモバイル社は、携帯電話向けに「着信メロディ」（着メロ）を提供する「着メロ事業者」の一つであったが、2002年より日本レコード協会会員14社の共同により、ボーカル入り楽曲を配信するサービスを「レコード会社直営♪サウンド（通称「レコ直♪」）」の名称で開始した。サービスのカテゴリ名が（従来の「着メロ」に対して）「着うた」であったことから、これがそのままサービス名として定着した。
2002年12月3日よりKDDI／沖縄セルラー電話連合の各auブランドの携帯電話端末でサービス開始した。au端末にバンドルされたCHEMISTRY「My Gift to You」が世界初の着うたである。同時に、レーベルモバイル社からauに対して、着うた向けの世界初の商用音楽配信サービスの展開が開始された。
レーベルモバイル社はもとよりKDDI社以外にもサービスを提供するつもりであり、2003年12月にボーダフォン日本法人（現：ソフトバンク）が、2004年（平成16年）2月にはNTTドコモも同様のサービスを開始した。なお、auでは当初、他キャリアのサービスとの差別化を図るため「EZ「着うた」」の名称を使用していたが、2009年10月以降より他キャリア同様「「着うた」」に改称した。
2003年時点では着うたの市場はほとんどなく、2004年でも200億円と、当時1100億円を超えた着メロの市場と比べるとかなり小さかった。着うたの問題点として、1990年代から2000年代初頭にかけて携帯電話の着信音の主流だった「着メロ」は、「楽譜」に相当するMIDIファイルのみの配信であったため、楽曲の使用料が作曲者・音楽出版社にしか支払われなかったのに対し、「楽曲」そのものを配信する着うたではそれに加え、歌唱者・音源を保有するレコード会社や芸能事務所などにも使用料が支払われたため、料金が前者と比べて割高（1曲平均100円 - 消費税別）になった。「着うた」を「着うたサイト」（着うた配信事業者）から購入せず、手持ちの音源を使って着うたを自作することもできたが、パソコンで複数のソフトを使ってデータ形式の変換や波形編集などの複雑な作業を行う必要があり、非常に面倒であった。そのため、インターネットを通じて無料で自作着うたをダウンロードできるサイトなどが有志によって開設された（多くは「自作」と言いながら単に当時の有名ヒット曲のリッピングであり、著作権に問題があった。2007年5月に初の逮捕者が出ている）。
また、データ量も着メロでは多くて50キロバイト程度だったが、着うたでは100キロバイトを超える場合がほとんどだった。さらに、2004年に登場した着うたのロングバージョンは400キロバイトを超えるうえ、通常の着うたよりもさらに割高だった。2003年にパケット通信の料金を「従量制」ではなく「月額固定制」とする「パケット料金定額制」が登場したことで、ダウンロード数は飛躍的に伸びたが、最大の通信速度が128kbpsとなる第2.5世代移動通信システム（2.5G）ではメガバイトどころかキロバイト以下のパケット（128バイト）単位のデータすら重く、ダウンロード時間の短縮が課題となった。携帯電話でインターネットの閲覧を可能にするiモードの普及などもあり、日本では2000年代中頃までに最大の通信速度が14.4Mbpsとなる第3世代移動通信システム（3G）の普及が急速に進んだ。

### 発展期：「着うたフル」の登場

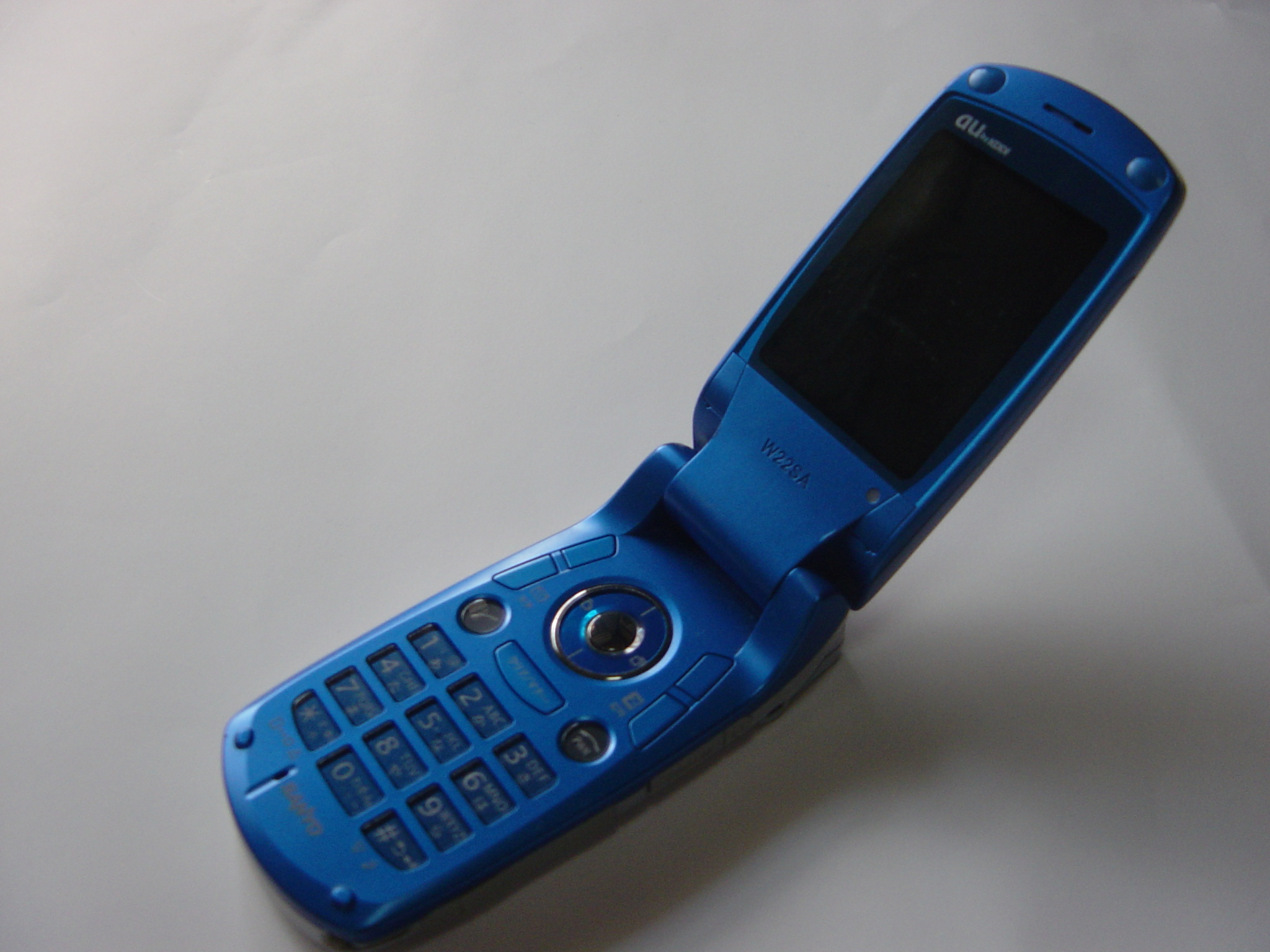
au W22SA（2004年）。史上初の「着うたフル」対応機種の一つとして、当時としては大容量の40MBの内蔵メモリを搭載

2003年6月、KDDI社のau端末にて「着ムービー」のサービスが開始された。着信時、折りたたみ型端末の背面液晶にムービーを表示することができるようになった。ドコモも2004年2月発売のFOMA「900i」シリーズ以降で同種の機能である「着モーション」に対応した。
2003年9月、ドコモの端末にて「メロディコール」のサービスが開始された。これは、電話をかけてもらった相手に聴こえる呼出音を好きな音楽に変更できるサービスである。2005年2月よりauの端末でも同種のサービスである「待ちうた」を開始した。これらのサービスは総称して「呼出音」（RingBackTone、RBT）と呼ばれる。呼出音は、当初はレコード会社ではなく携帯電話事業者が主体となって提供しており、「有名声優が扮する有名アニメキャラクター」「犬の声」などユニークなものが多かったが、2006年2月よりレーベルモバイル社が「レコード会社直営♪コール」をオープンし、「着うた」を呼出音に使えるようになった。（これは、日本レコード協会の用語では「Ringback tunes」と呼ばれる）
2004年11月よりKDDI社が、CDMA 1X WIN端末向けに、従来の「着うた」のようなサビなど楽曲の一部ではなく、1曲まるごとの「着うたフルバージョン」の配信サービスを開始した。「着うたフルバージョン」では、新しい圧縮方式としてHE-AACを採用することにより、ダウンロード時間の短縮が図られた。また、2004年12月にはボーダフォン日本法人が、KDDI社と同種のサービスとして、Vodafone 3G（現：SoftBank 3G）端末向けに1分を超える「着うた／ロングバージョン」の配信サービスを開始した。KDDI社のサービスのカテゴリ名が「着うたフル」であったことから、これがそのままサービス名として定着した。NTTドコモでも2006年夏モデル（902iSシリーズ）以降で「着うたフル」に対応した。
着うたは著作権情報を持つので本体メモリから外部メモリへ移せず、本体メモリが足りなくなるという問題が、「着うたフル」の登場によって顕在化した。例えば、NTTドコモ向け端末で初めて着うたフルに対応したP902iS（2006年発売）では、内蔵メモリの空き容量が約23.1Mバイトであるため、「着うたフル」をせいぜい十数曲しか保存できなかった。そのため、2004年よりパナソニックや東芝などがSDカードアソシエーションに働きかけ、CPRMを用いてSDカードにコンテンツを格納するための規格「SD-Binding」を策定。ドコモではFOMA 902iSシリーズ（2006年）以降で正式対応した。au向け端末では「SD-Binding」とは異なる仕様が採用されたようだが、いずれにしても外部メモリーカードの著作権保護機能を使用して、ダウンロードした端末または契約者電話番号でプロテクトを掛ける方法によって解決が図られた。SDカードに着うたを保存できるようになったといっても、同じ機種で、同じ電話番号を使い続けている場合に限り、またコンテンツ配信側のポリシーによっては、機種変更した際に着うたを引き継げない場合もあった。
また、着うたのフォーマットには、NTTドコモは3GPPを、ソフトバンクモバイルはMP4を、auは3GPP2あるいはAMCを採用していた。これらは各社独自拡張部分があるため互換性は無く、このため、番号ポータビリティで他のキャリアに乗り換えた場合は、同じ電話番号であっても着うたの引継ぎは出来なかった。
さらに、レーベルモバイル社のみが「着うた」市場を独占しているという問題があった。「着メロ」時代に着メロ事業者が乱立してコンテンツ料金が下落することになった経緯から、「着うた」においてはレーベルモバイル社以外の着うた事業者に原盤権の利用許諾を与えず、レーベルモバイル社1社のみが「着うた」コンテンツ提供者として君臨する形を取ることで、「レコード会社優位」で「価格競争がない」事業モデルを構築した。そのため、公正取引委員会より「着うた参入妨害」にあたると認定され、2005年3月に排除勧告を出されている。排除勧告に関しては、東芝EMIのみが勧告を応諾し、それ以外のレコード会社は拒絶したため、大手レコード会社各社と公取委との間で長い裁判となった。裁判は2011年2月に決着し、最高裁によりソニー、ユニバーサル、エイベックスの私的独占の禁止及び公正取引の確保に関する法律（独占禁止法）違反が認定された（ただし、その頃よりスマホの普及により着メロ市場が急激に縮退したため、着うた市場への影響は不明である）。
レーベルモバイル社から「着うた」コンテンツの配給を受けた「着うた」販売サイトは、2008年1月時点で15社に上った。大手レコード会社5社が共同出資するレーベルモバイル社の運営する「レコード会社直営♪」のほか、各レコード会社が単独で運営するサイト（ソニーの運営する「SonyMusic」、エイベックスの運営する「ミュゥモ」など）、メーカー系（リコー三愛グループのギガネットワークスが運営する「GIGA」、NECグループのBIGLOBEが運営する「アニメうた王国↑」など）などがあった。
レーベルモバイル社からの配給を受けない独立系の「着うた」配信事業者としては、USENグループが運営する「うたJETS!!」や、ゲーム会社のハドソンが運営する「着信★うた♪」などが存在した。「うたJETS!!」では、USENで放送中の「インディーズ・ステーション」と連動したり、「着信★うた♪」では、それまでCD化されていなかった自社のゲームの楽曲の配信に加えて、配信する楽曲を公募するなど、ユニークな試みをしていた。ウォルト・ディズニー・ジャパンが運営する「Disney Sound Festa」など、自社コンテンツに強みがあるメーカーは独自の「着うた」配信事業を展開していた。それ以外にも、独立系の「着うた」配信事業者は存在したが、自社コンテンツを持たない配信事業者は大手レコード会社に所属しないインディーズの楽曲が中心となるため、ほとんど知名度がなかった。
配信事業者がレコード会社に支払う楽曲の使用料は、着メロ時代は1曲あたり5円程度であったため、数百円程度の課金で「取り放題」サービスを提供する配信事業者も多かったが、着うたの使用料は100円程度と高額であるため、「取り放題」サービスの提供が難しかった。そのため、カラオケを全く無名の歌手に歌わせることで楽曲の使用料を回避する「カバー着うた」の市場が誕生した。日本エンタープライズの運営する「うた＆メロ☆取り放題」（月額280円）、エムティーアイが運営する洋画・海外ドラマのカバー着うた取り放題サイト「music.jp映画うた」（月額210円）などが存在した。オムロンエンタテインメントの運営する「最新！J-POPトリビュート」（月額315円で300ポイント分利用可能、1曲15ポイント）など、カバーであってもスタジオミュージシャンを起用した「高音質」を謳ったサービスは、利用できる楽曲数に制限があったり利用料が高額になったりした。
着うたはこのように後世から見ると、携帯キャリアや音楽会社の都合でユーザーに非常に不便なシステムを強いたが、携帯電話の着信音に好きな音楽が使えるという、非常に便利で素晴らしいシステムだと当時のユーザーは考え、また携帯キャリアやメーカーもそのように宣伝し、日本で大いに普及。KDDI社が2004年11月19日にサービスを開始した「着うたフル」は、高価格ながら、サービス開始から48日間でダウンロード数が100万を超えた。

### 全盛期：「音楽ケータイ」の普及

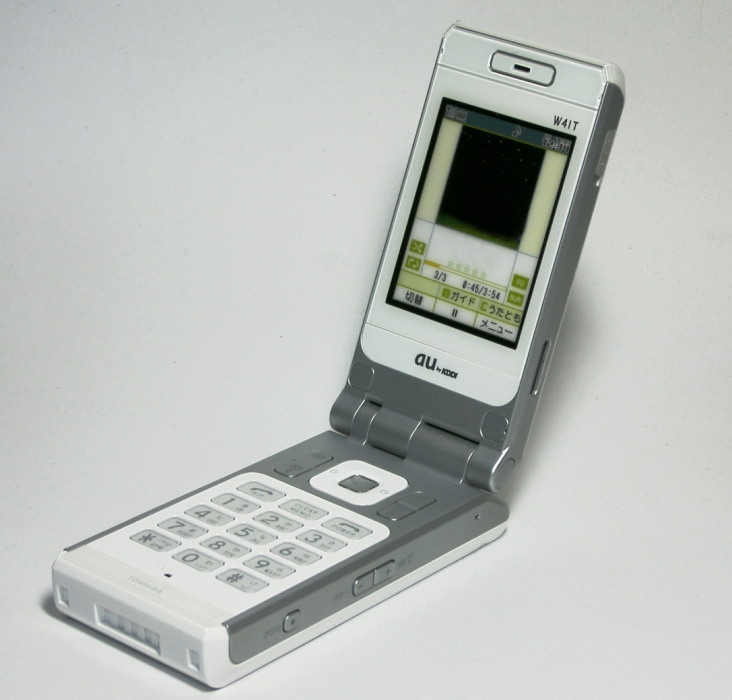
au MUSIC-HDD W41T（2006年）。日本初のハードディスクを搭載した携帯電話で、4GBの容量を持つ「音楽ケータイ」の一つ

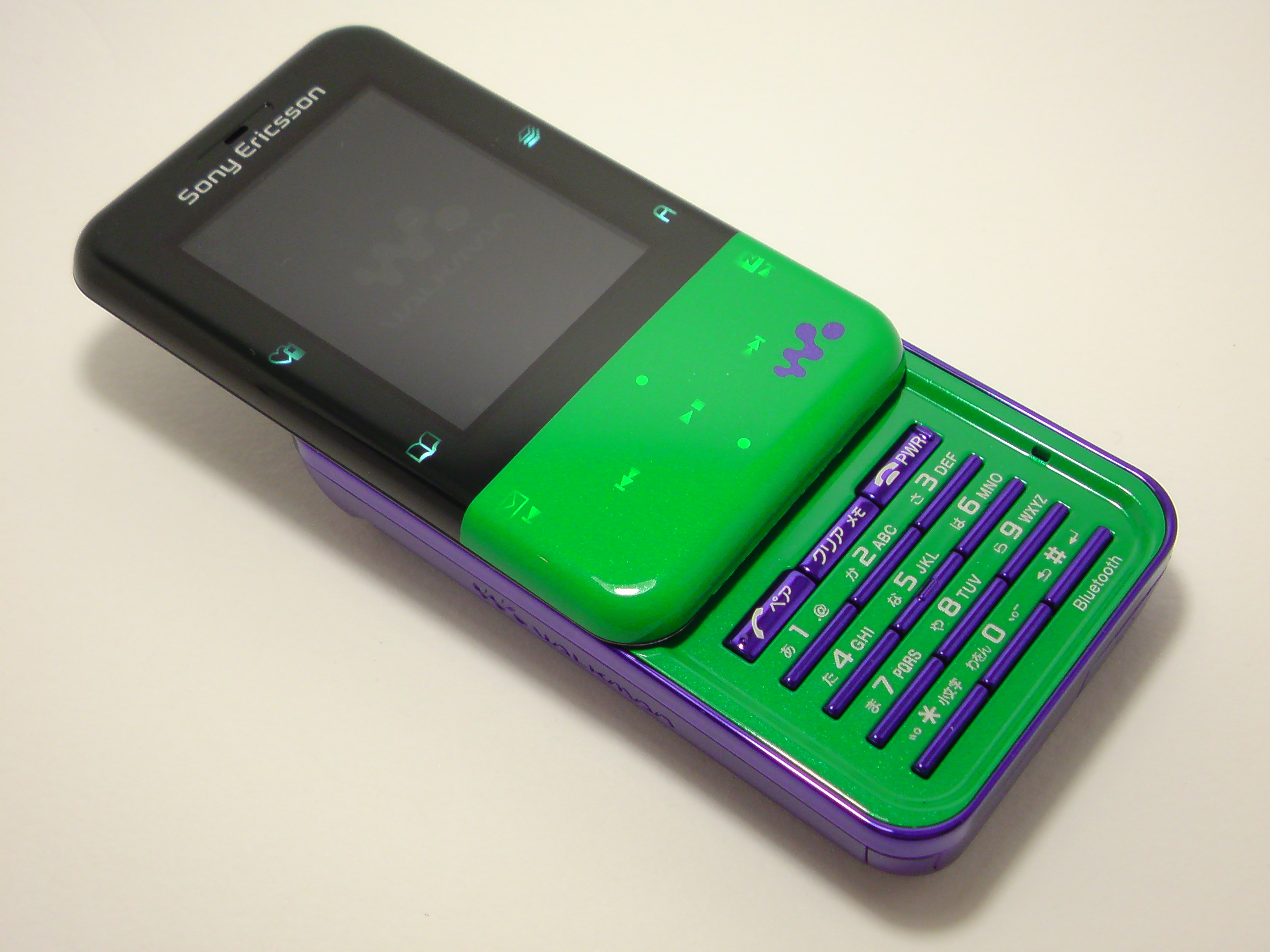
au Xmini（2008年）。「着うたフルプラス」に対応した史上初の機種で、音楽再生に特化した「Walkman Phone」。倖田來未の「Stay with me」がプリインストールされていた

2005年8月、Apple社の音楽配信サービスであるiTunes Music Storeが日本でサービスを開始した。着うたフルは1曲210～315円で、購入した端末でしか聞くことができなかったのに対し、iTunesは1曲150円からと、「着メロ」と比べると安かったうえに、一度パソコンのiTunesで楽曲を購入すると、それを携帯音楽端末（iPod）でもPCでも自由に聞くことができた。また、着うたは、3G回線を使って回線の細さとパケット料金を気にしながらダウンロードしてケータイで聞くというエコシステムを前提としているため、価格が高いくせに音質が汚い（HE-AAC 48kbps）という欠点があり、着うたを「携帯音楽端末向けの音楽配信サービス」として考えた場合、パソコンのiTunes Storeで高音質な楽曲（2005年当時はAAC 128kbps、2007年よりAAC 256kbps）をダウンロードして携帯音楽端末のiPodで聞くというAppleのエコシステムに劣っていた。
KDDIは「iPod＋iTunes」というApple社のエコシステムに対抗するため、PCでも携帯電話でも同じ配信曲が楽しめる音楽サービス「LISMO（au LISTEN MOBILE SERVICE）」を2006年1月にスタートした。同時に、PC用のiTunesに相当する音楽管理ソフトとして「au Music Port（2008年以降はLISMO Port）」もリリースされた。2006年当時のKDDIは、「着うた」「着うたフル」に対応した「音楽ケータイ」のラインナップを揃えた上に、PCでもケータイでも音楽が聴ける音楽サービスの「LISMO」まで開発したので、「音楽のau」として名を揚げた（KDDI社以外の競合携帯キャリア2社ではLISMOに相当するサービスは提供されなかった）。特に、2006年6月にソニーがau向けに発売したW42Sは、1GBのメモリを搭載し、「着うたフル」を30時間も連続再生できる「ウォークマンケータイ」として、「音楽のau」を象徴するケータイとなった。
2006年12月、KDDIはLISMOで「ビデオクリップ」の配信を開始。携帯電話で「着うたフル」と同等の音質と「ワンセグ」と同等の画質による音楽ビデオが楽しめるようになり、さらにそれを「着ムービー」に設定することもできるようになった。このサービスに合わせてau向けに発売された京セラの端末「MEDIA SKIN」は、有機ELディスプレイがメインディスプレイとして搭載された世界初の端末として、性能面のみならず、2007年度のグッドデザイン賞を受賞するなどデザイン的にも高く評価された。
2008年12月、KDDIは世界初の携帯電話向け高音質配信サービスである「着うたフルプラス」を開始。従来の「着うた」ではHE-AAC 48kbpsだったが、「着うたフルプラス」ではAAC 320kbpsにまで高音質化された（あくまで2008年当時としては高音質だったというだけで、「CD音質」である1411.2Kbpsよりもはるかに低く、いわゆる「ハイレゾ」ではない）。併せて、LISMOを「着うたフルプラス」のバックアップや転送に対応させるなど、パソコン向けサービスである「LISMO」とケータイ向けサービスである「EZ「着うた」」の統合を進めた。
2007年から2010年にかけて、着うたの市場は着メロの市場を食いながら急激に拡大した。この頃が着うたの市場規模が1000億円を超える全盛期であり、2009年には約1200億円のピークとなった。2000年代後半、全盛期には携帯電話各社からMUSIC-HDD W41T、W42S、W44T（TiMO W44T II、LEXUS W44T IIIを含む）、W51SA、W52S、W52T、W54T、MUSIC PORTER X、Vodafone 804N、Vodafone 803T、Vodafone 705T、Vodafone 904T、SoftBank 910T、SoftBank 911T、SoftBank 920T等大容量メモリを搭載し、音楽再生用の機構を持った携帯電話が数多く発売されていた。
「着うた」を展開するレーベルモバイル社は、2008年10月にコミック配信サービス「コミチョク」、2008年11月にはデコメ配信サービス「デコチョク」を開始するなど、携帯電話向け音楽配信サービス事業における成功を背景として多角展開を行い始めたことから、2009年2月に「レコード会社直営♪サウンド」の略称より「レコチョク」に社名を変更し、同時にサービスブランドも「レコチョク」に統一した。（なお「コミチョク」と「デコチョク」は公式リリース以外に情報が無く、詳細不明）

### 衰退期：iPhoneの登場

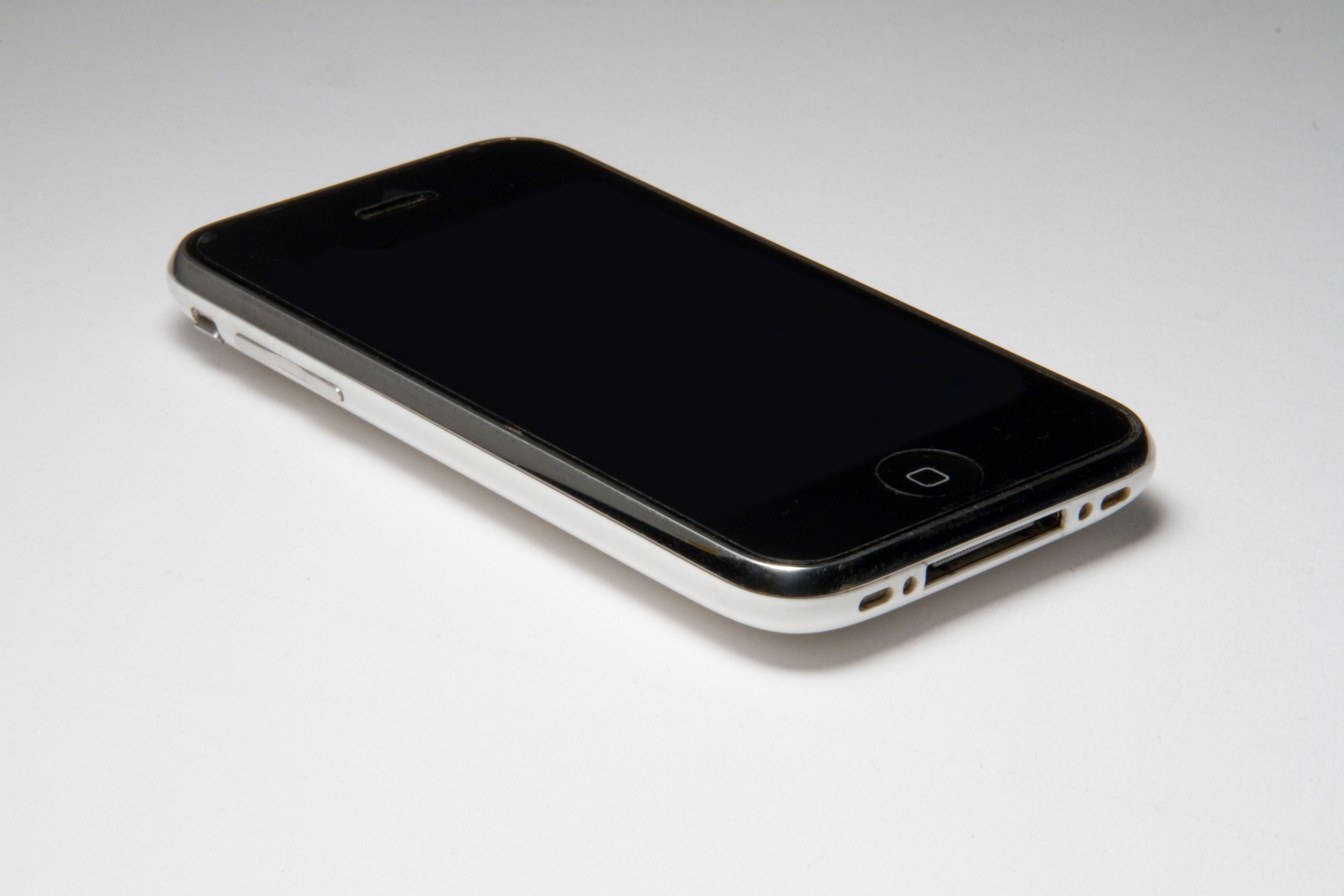
iPhone 3G（2008年）。日本で初めて発売されたiPhone、いわゆる「iPodケータイ」が、日本の「着うた」のエコシステムを切り崩せるとは思われていなかった

2008年7月11日、Apple社の開発するスマートフォンであるiPhone 3Gが日本で発売される。月間1200万人アクセス・月間2200万曲ダウンロードという、非常に巨大なサービスであった2008年当時の日本の着うた市場に対し、パソコン会社が携帯音楽端末をベースに作った音楽ケータイ（通称「iPodケータイ」）であるiPhoneごときが切り込めるとは考えづらく、また2008年当時は楽曲をiPhoneから直接購入できず、いったんパソコンのiTunesで購入してiPhoneに転送するという面倒な方式だったという点でも、2008年当時のレコチョク社にとっては「ハナから敵になるとは」思っていなかった。
2008年9月に「iTunes Wi-Fi Music Store」のサービスが開始され、Wi-Fi下なら楽曲をiPhoneから直接購入できるようになった。2009年1月より楽曲を3G回線を使って購入できるようになると同時に、DRM（デジタル著作権管理）が撤廃され、楽曲の移動が自由になった。さらに、2012年2月に「iTunes in the Cloud」が開始され、全てをクラウドで管理するので楽曲の引継ぎどころかどれだけ曲を購入してもメモリ容量すら必要がなくなった。このように、iTunesの機能向上とともに、次第に日本のレコード会社・携帯キャリア・携帯電話メーカーが共同で構築した「着うた」のエコシステムの優位性は失われ、ガラケーと呼ばれるようになった従来型携帯電話の普及率の低下とともに着うたの普及率も低下した。着メロと着うたを合計した従来型携帯端末向け音楽市場は、2005年から2009年までほぼ横ばいで1600億円程度を維持していたが、スマホの普及が始まる2010年頃より急激に縮小し、2012年には市場規模が半分の約750億円となった。
iPhoneの普及を追うように、androidスマホも普及していった。そのため、レコチョクはガラケーからスマホへの移行を試みると同時に、ガラケーの着うたユーザーをスマホのアプリに引き継ごうと試みたが、いずれもうまくいかなかった。さらに、2011年から2014年にかけて、スマホにおいてはLINEなどのメッセージングサービスの普及により、メールや電話の使用頻度が格段に減ったため、着信音にこだわる文化自体が消滅してしまった。

### スマホ向け「着うた」の展開失敗

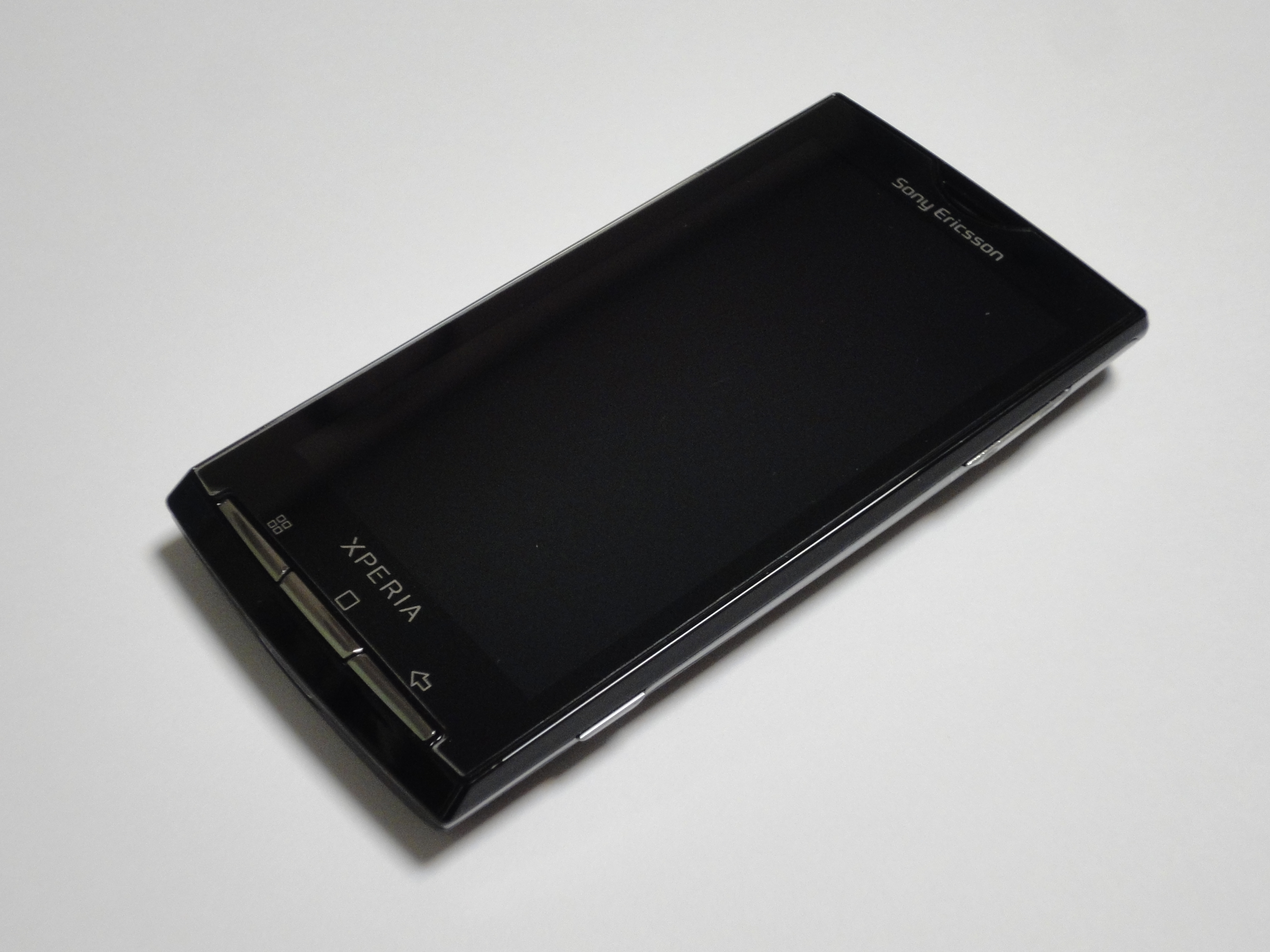
ドコモ スマートフォン Xperia SO-01B （2010年）。ソニーが日本市場に投入した史上初のスマホ。そもそもスマホの展開自体がApple社に出遅れたソニーは、「着うた」市場をスマホ時代に引き継げず、日本の音楽配信市場をiTunesに奪われる結果となった

2011年6月にドコモ向けAndroid端末において、Android用音楽配信アプリ「レコチョク」がリリースされた。これは、ソニーの商標である「着うた」という語句を使っているものの、もはやスマホに数多くある音楽配信アプリの1つでしかなく、音楽配信市場シェア7割の最大手であるiTunesとは勝負にならなかった。
2011年7月よりドコモ向けAndroid端末において「着うた」と「着うたフル」のサービスが開始され、レコチョクアプリで「着うた」「着信ボイス」の購入ができるようになり、アプリで購入した音源をアプリの機能で着信音に設定することで、スマホでも従来型携帯電話の「着うた」と同様のサービスを利用することができるようになった。au向け端末においては、2010年11月にAndroidスマートフォン向けアプリ「LISMO」がリリースされ、また2012年4月には、KDDIのau Android端末向けの「LISMO Music Store Powered by レコチョク」でも「着うた」サービスが開始された。ソフトバンク向け端末でも、2012年4月より同様の「着うた」サービスを行っていた。
iTunesの楽曲はDRMフリーなので、一度購入すればiPhoneに限らずあらゆるデバイスで同じ楽曲を聴けるのに対し、2012年当時の「着うた」は上記のように、「不正ダウンロードに負けない」という日本レコード協会の強い意志の元、ガラケーで購入した音楽をスマホに引き継げないばかりか、スマホ時代においても各キャリアで互換性が無く、別々のサービスを提供していたので、非常に利便性が悪かった。さらに、ユーザーのスマホへの移行に伴い、2010年よりレコード協会会員社のモバイル配信ビジネスが苦戦し始めており、これはつまりガラケーの「着うたフル」で曲を買っていた人が、レコード協会会員社の提供するスマホ向け配信サービスには移っていない（つまりiTunesで曲を買っている）ということであり、業界には危機感があった。日本の音楽配信市場におけるiTunesのシェアは、ガラケー時代はほぼゼロだったのに対し、スマホ時代においては64.0％（2012年、総務省調べ）に達し、2位のレコチョク（13.4％）、3位のLISMO（6.7%）は引き離されていた。
そのため、日本の音楽著作権管理団体5社が音頭を取り、2011年12月22日から2012年12月31日までの約1年間に限り著作権使用料などを免除し、ガラケー時代に着うたフルなどで購入した楽曲と同一の音源を、買い替えや追加料金などを必要とせずにスマートフォンにもダウンロードできるようにするという特別措置を講じた（ただし、2012年当時の日本スマホ市場シェア3割を超える1位であり、音楽配信最大手のiTunesを擁するiPhoneはこのキャンペーンの「スマートフォン」に含まれていない）。レコチョクはこの「スマホでも音楽」キャンペーンに応じ、2012年1月、ガラケーで購入した楽曲を、機種変更したAndroidスマートフォンでも無料で再ダウンロード可能になる「おあずかりサービス」を開始した。このキャンペーンは2012年度以降も延長され（「着うた」のサービスが終了した2016年以降も継続中）、ガラケー時代に購入した「着うた」をiPhone以外のスマホに引き継げるようになった。au端末向けのLISMOでも2013年10月より、auのフィーチャーフォンを使って「レコチョク」で買った楽曲を、Androidスマートフォンでも再ダウンロードできる機能を追加された。
一方、2012年当時の日本の音楽ソフト市場で2割弱のシェアを持っていたソニーは、音楽市場やスマホ市場で競合するAppleへの対抗上、iTunesに楽曲を提供せず、iPhoneでソニーの曲が聴けないようにすることで、ソニーが出資しているレコチョク、ソニーのスマホ、「ウォークマン」などのソニー製品に呼び込むという方針が取られていた。しかし、音楽配信最大手のApple社にソニーの楽曲を提供しないのは、iPhoneユーザーはもとより所属アーティストからも「遅せーよ！」（石野卓球・談）と評判が悪く、ソニーの音楽配信事業が低迷する中で、楽曲の販売を増やすことに方針が転換された。そのため、2012年7月にiOS版「レコチョク」アプリがリリースされ、iPhoneにおいても「レコチョク」アプリをインストールすることでソニーの楽曲が聴けるようになった。さらに、2012年11月7日、iTunesでソニーの楽曲の配信が開始され、ソニーはiTunesの軍門に下った。ソニーは2013年にレコチョクから出資を引き上げたが、その後も「着うた」の商標を保持している。
このように、iPhoneを排除しながら「着うた」市場をスマホ時代まで引き継ぐべく、2012年当時は日本の音楽業界が団結したにもかかわらず、レコチョクアプリ（とソニーのスマホ）はあまり普及せず、代わりにiPhoneとiTunesが非常に普及し、2014年には日本におけるiPhoneの市場シェアは6割に達した。そのため、スマートフォンにおいて「着うた」は普及しなかった。
auのスマホ向け「LISMO」アプリは2016年8月3日に「auうたパス」（後の「auスマートパスプレミアムミュージック」）に統合されて消滅した。

### ガラケー向けサービスの終了

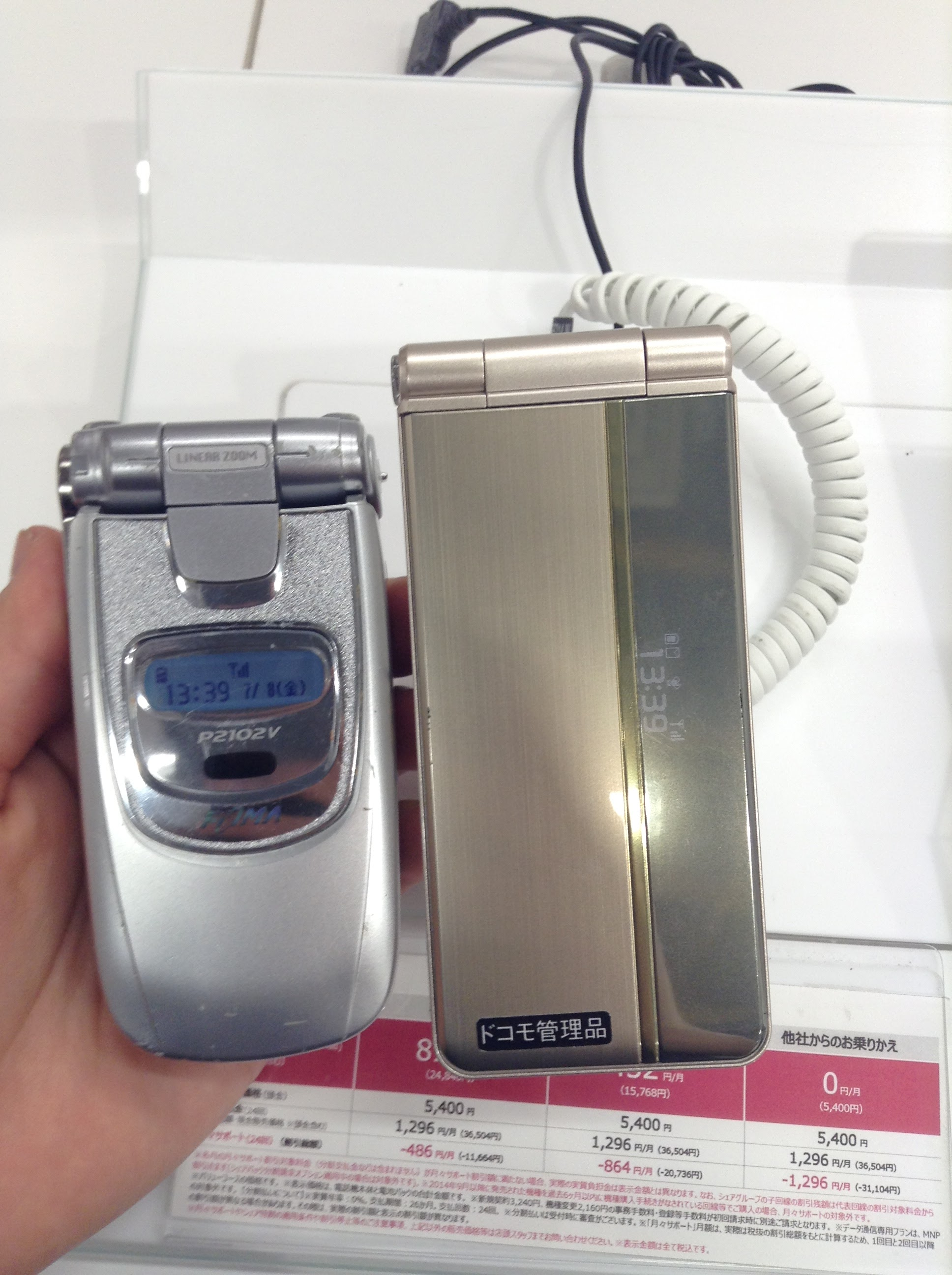
iモード最初期のヒット機、P2102V（2003年、左）と、iモードに対応した最後の機種、P-01H（2016年、右）

その後もフィーチャーフォン市場における「着うた」系サービスの市場規模は順調に下がり続け、2014年の市場規模は186億円となり、サービスが終了した2016年は99億円となった。
2016年12月13日、レコチョクは従来型携帯電話に対する音楽配信サービスの終了を発表。2016年12月15日23時59分をもって、レコチョクが提供する従来型携帯電話向けの「着うた」並びに「着うたフル」の歴史が終了した。なお、その1か月前の2016年11月にはNTTドコモがiモードに対応した従来型携帯端末の販売を終了しており、ガラケーの歴史と時を同じくした形となった。なお、レコチョクはスマートフォン向けの「着うた」については配信を継続している。
サービス終了に伴って、各種のデータが公開された。それによると、レコチョクによる「着うた」に対する音楽配信サービスのトータルでの利用数は、2016年11月末時点で17億ダウンロード。「着うた」の配信サービスが開始された2002年12月3日から2016年11月30日までの15年間における累計ダウンロード数の1位はGReeeeNの「キセキ」（2008年5月リリース）、2位が青山テルマ feat.SoulJaの「そばにいるね」（2008年1月リリース）、3位がGReeeeNの「愛唄」（2007年5月リリース）であった。
しかし、フェイス・ワンダワークスが提供する音楽配信サービス「GIGA」では2017年以後もスマートフォン向けと並行して従来型携帯電話向けの「着うた」の配信が続けられている。

### その後
2016年以降、携帯電話メーカー各社では、3Gに対応した従来型携帯電話の販売終了に伴い、Androidベースで4Gに対応した「ガラホ」を発売するようになった。ガラホでも、本体付属の音楽プレイヤーアプリを使うことで、ガラケー時代と同様に「着うた」の設定ができる製品もある。例えば、2018年までKDDI（au）向けガラホに標準で搭載されていた音楽アプリの「LISMO」では、標準のストアであるLISMO Storeで「着うた」を購入し、それを着信音に設定することができた。しかし、LISMOは株式会社レコチョクが提供しているから「LISMO」「着うた」の商標を使っているというだけで、実質は単なるAndroid向け音楽サービスアプリの一つである。AndroidベースであるガラホはMP3やAACなど各種音楽フォーマットに標準で対応しているため、レコチョクの提供する「着うた」のプラットフォームを使う必要は特にない。例えば、USBケーブルやSDカードなどを通してPCから音楽ファイルを入れ、それを着信音の設定画面でそのまま着信音に設定することもできる。
2015年にはApple社が「Apple Music」を開始するなど、2010年代後半には定額音楽配信サービスの普及が進んだことにより、メーカーが音楽アプリを端末に標準搭載して出荷し、それを使ってユーザーが音楽を購入したり、端末内に保存された音楽を聴くような時代ではなくなってしまった。そのため、2019年以降のKDDI向けガラホにはコアユーザーの70%以上が高齢者、および法人だったという理由のため、音楽サービスアプリが標準搭載されておらず（ただし、汎用的なメディアプレーヤーは標準搭載されている）、「音楽のau」を象徴する音楽サービスアプリの名称として着うたの普及に大きな役割を果たした「LISMO」も、2017年から2018年にかけてブランドが廃止された。
レコチョク社は、2012年度の純損失が約26億円に達するなど、ガラケー時代からスマホ時代への移行期に大きな赤字を出したが、2013年からはNTTドコモが筆頭株主となり、ドコモ向け定額音楽配信サービス「dミュージック」の提供を主軸として、2013年度に黒字化。スマホ向け音楽配信サービスの提供者として、生き残ることに成功した。

## 着うたミニ
2010年（平成22年）1月27日よりソニー・ミュージックネットワーク(現：ソニー・ミュージックマーケティング)の自社サイトにて配信サービスを開始。各キャリアの既存の着うたサービスをそのまま利用しているため、着うたに標準で対応している機種はそのまま利用する事ができる。2010年7月16日商標登録。
着うたミニは既存の着うたよりもさらに再生時間が短く、楽曲の歌詞やフレーズなどの印象的な部分を3～10秒間程度におさえられており、楽曲のフレーズ部分を聴くよりも、どちらかといえば着信音やメール、目覚し音などの繰り返し使えるメロディパターンといった利用方法が想定されている。ちなみに、着うたミニの1曲あたりの平均料金は100円（消費税別）と既存の着うたとほぼ同一の料金となっている。
開始当初はほぼ洋楽のみが配信されていたが、それ以外のジャンルも順次配信された。
しかし2010年には既にスマートフォンの普及が始まっており、iTunesではフルの曲が、DRMなしで、着うたミニよりも安く売られていた。そのため他社の追随もなく、ほとんど話題にならずにサービスを終了した。

## 自作着うた
ユーザー自身が着うたを自作することもよく行われた。これは公式に着うたが配信されていないようなマイナーな楽曲を着信音登録するため、配信されていてもその部分が望むものでないため、CD等で購入済みの楽曲を再購入することに抵抗を覚えるためなどの理由がある。CDなどで購入した楽曲から、アニメやドラマの音声（決めゼリフや面白い声）なども使用できる。
しかしながら、日本の携帯電話会社は着うたの自作に対して規制を敷いていたため、製作工程は以下に示すような複雑なものとなった。このため自作着うたは公式のものとは異なる形式の場合が多く、容量制限と組み合わさることで同等の再生時間や音質のものを作ることは事実上不可能である。また楽曲の切り出しやフェードアウト等の編集を伴うため、コーデックや波形編集に関する、ある程度の知識が要求された。

### 自作着うたの種類
- キャリア公式の形式（amcなど）に変換するもの。

最も長時間かつ高音質なものが製作可能だが、キャリアの隙をついた方法であり、新形式の採用が行われた直後など一部の機種でしか登録できない。
- 動画ファイル（3gpや3g2など）に偽装するもの。

比較的長時間かつ高音質であるが、機種ごとに作成方法（主に後処理）が異なり、また登録可能な項目が少ない。
- 着信メロディやボイスメモ（mmf、qcpなど）を利用するもの。

いわゆる「えせ着うた」。仕様上、低音質で再生時間も短いものしか作れないが、キャリアを問わず多くの機種で登録でき、項目の制限も無い。また著作権保護機能の対象にならない。

### 自作着うたの作成
自作着うたの作成は、主に以下のような工程で行われた。
- 音楽CDやMP3などの楽曲ファイルをWAV形式に変換（リッピングまたはデコード）する。なお、ショート版の楽曲がある場合それを使用したほうが切り出しをしやすい。
- Audacityなどの波形編集ソフトウェアで20～40秒程度の長さに切り出す。場合によっては切り貼りなども行う。
- 携帯動画変換君やヤマハ製のMMF変換ツールなどを用いて変換し、専用のツールで後処理を行う。注意点として携帯動画変換君を使用する場合、QuickTimeがインストールされていないと変換に失敗したり音の出ないファイルが出来上がったりすること、ファイルサイズが制限を越えると登録できないことなどがあげられる。
- アップローダーやメモリー編集ソフト、SDメモリーカード・メモリースティックなどのメモリーカードを用いて転送する。

### 自作着うたの問題点
自作着うたの作成や自身の端末への登録は著作物の個人的利用に該当する限りは法に触れないが、著作権フリー(パブリックドメイン)の作品以外については、他人への譲渡やサイトなどでの公開は違法行為となる。また現在のように携帯電話にメモリーカードが普及する以前は携帯電話への転送手段はアップローダーと呼ばれる掲示板を利用することが主流であり（ほかにも電子メールやメモリー編集ソフトなどの手段はあったが容量制限が厳しかったため必然的にこうなった）、初心者が気が付かずに違法アップロードしてしまうこともあった。
また、自作着うたはキャリアのサポート外となり、また失敗作を再生した場合、端末の電源が落ちることも多々あるので注意が必要である。

## 対応機種
※2010年8月現在

### au（KDDI／沖縄セルラー電話連合）
- A1300、A1400シリーズ (CDMA 1X端末)
- A5300、A5400、A5500シリーズ（A5301Tを除くCDMA 1X端末）
  - INFOBAR(A5307ST)
  - talby(A5508SA)
  - Sweets(A5510SA)
  - Sweets pure(A5519SA)
  - Sweets cute(A5524SA)
  - ジュニアケータイシリーズ全機種(A5520SA、A5520SA II、A5525SA)
  - 簡単ケータイシリーズ(A101Kを除く)
- W00シリーズ全機種 (CDMA 1X WIN端末)
  - PENCK(W31H)
  - MUSIC-HDD（W41T）
  - neon(W42T)
  - トヨタケータイ TiMO（W44T II）
  - DRAPE(W46T)
  - LEXUS（W44T III）
  - MEDIA SKIN(W52K)
  - INFOBAR2(W55SA)
  - フルチェンケータイ re（W63S）
  - Sportio（W63T）
  - 簡単ケータイ W62PT
  - URBANO（W63SH）
  - Walkman Phone, Xmini（W65S）
- PT001（簡単ケータイS）を除くx000シリーズ全機種(CDMA 1X WIN端末)
  - mamorino(KYY01)を除く安心ジュニアケータイシリーズ(K001)
  - 簡単ケータイシリーズ(K003、K004、K005)
- Walkman Phone, Premier3（SOY01）
- Sportio water beat（SHY01）
- Mobile Hi-Vision CAM Wooo（HIY01）
- biblio（TSY01）
- BRAVIA Phone U1（SOY02）
- URBANO BARONE（SOY03）
- beskey（HIY02）
- NEW STANDARD（NS00(X00)）シリーズ全機種(CDMA 1X WIN端末)
- iidaブランド向け全機種
- E30HT（スマートフォン）およびE07Kを除く法人向けシリーズ(CDMA 1X／1X WIN端末)

### SoftBank

#### ロングバージョン対応
- SoftBank/Vodafone 9xx、8xx、70xシリーズ (SoftBank 3G)
- FULLFACE(SoftBank 913SH)
- FULLFACE2(SoftBank 921SH)
- インターネットマシン(SoftBank 922SH)
- PHOTOS(SoftBank 920SC)
- OMNIA(SoftBank 930SC)
- コドモバイル(SoftBank 740Nを除く)
- かんたん携帯
- fanfun.(SoftBank 815T)
- fanfun.2(SoftBank 830T)
- fanfun.petit(SoftBank 831T)
- THE PREMIUM(SoftBank 820SH、SoftBank 821SH)
- THE PREMIUM TEXTURE(SoftBank 823SH)
- THE PREMIUM WATERPROOF(SoftBank 824SH Active Line、SoftBank 824SH Elegant Line、SoftBank 935SH)
- THE PREMIUM 5(SoftBank 942SH)
- THE PREMIUM 6 WATERPROOF(SoftBank 841SH)
- SOLAR HYBRID(SoftBank 936SH、SoftBank 842SH)
- mirumo(SoftBank 934SH)
- mirumo2(SoftBank 944SH)
- SoftBank 813SH For Biz(813SHe)(法人専用)
- SoftBank 830SH For Biz(830SHe)(法人専用)
- MIRЯOR(SoftBank 821P)
- Tropical(SoftBank 823P)
- MIRЯOR II(SoftBank 824P)
- SoftBank 840P For Biz(840Pe)(法人専用)
- XS(SoftBank 707SC)
- DM009SHを除くディズニー・モバイル全機種

など

#### ロングバージョン非対応
- V8シリーズ (Vodafone Global Standard)
- V6シリーズ (V601SH、V601Nを除く)
- nudio(V602T)
- V5シリーズ

2Gでは唯一サービスを行っている。

### NTT docomo
- docomo STYLE series
- docomo PRIME series
- docomo SMART series
- docomo PRO series(SH-04A、SH-07A、SH-03B)
- らくらくホンシリーズ(らくらくホンIV、らくらくホンプレミアム、らくらくホンV、らくらくホン6)
- FOMA 90xiシリーズ
- FOMA SIMPURE N1
- FOMA SIMPURE L1
- キッズケータイ(SA800i、F801i、F-05A)
- FOMA SH851i(DOLCE)
- FOMA P851i(prosolid II)
- FOMA D800iDS
- FOMA 70xiシリーズ

など

### イー・モバイル（現：ソフトバンクY!mobileブランド）
- H11T…2010年5月31日を以って、ダウンロードを停止。会員登録も同日を以って解除されている。

## 国外での着うた
海外の携帯電話でも「着うた」は「Ringtone」という名前で存在する。ビルボードなどがRingtoneのチャートを出しているが、海外の携帯電話は日本と違いPCから転送した楽曲を着信音に（無料で）設定できる。単語としてのringtoneは着信メロディを指す。